# Sövestad
Sövestad är en tätort i Ystads kommun och kyrkby i Sövestads socken i Skåne, belägen norr om Ystad.
Sövestads kyrka ligger i orten.

## Befolkningsutveckling
| Befolkningsutvecklingen i Sövestad 1960–2020 | Befolkningsutvecklingen i Sövestad 1960–2020 | Befolkningsutvecklingen i Sövestad 1960–2020 | Befolkningsutvecklingen i Sövestad 1960–2020 | Befolkningsutvecklingen i Sövestad 1960–2020 |
| -------------------------------------------- | -------------------------------------------- | -------------------------------------------- | -------------------------------------------- | -------------------------------------------- |
|                                              |                                              |                                              |                                              |                                              |
| År                                           |                                              |                                              | Folkmängd                                    | Areal (ha)                                   |
| 1960                                         | 1960                                         |                                              | 276                                          |                                              |
| 1965                                         | 1965                                         |                                              | 262                                          |                                              |
| 1970                                         | 1970                                         |                                              | 253                                          |                                              |
| 1975                                         | 1975                                         |                                              | 247                                          |                                              |
| 1980                                         | 1980                                         |                                              | 290                                          |                                              |
| 1990                                         | 1990                                         |                                              | 304                                          | 40                                           |
| 1995                                         | 1995                                         |                                              | 339                                          | 43                                           |
| 2000                                         | 2000                                         |                                              | 360                                          | 43                                           |
| 2005                                         | 2005                                         |                                              | 376                                          | 43                                           |
| 2010                                         | 2010                                         |                                              | 386                                          | 43                                           |
| 2015                                         | 2015                                         |                                              | 373                                          | 52                                           |
| 2020                                         | 2020                                         |                                              | 366                                          | 52                                           |
|                                              |                                              |                                              |                                              |                                              |

## Idrott
Den lokala fotbollsklubben Sövestads IF har bl.a. fostrat landslagsmålvakten Caroline Jönsson.